# Marcação
Marcação là một đô thị thuộc bang Paraíba, Brasil. Đô thị này có diện tích 123 km², dân số năm 2007 là 6799 người, mật độ 55,3 người/km².